# Devonport Airport
Devonport Airport är en flygplats i Australien. Den ligger i kommunen Latrobe och delstaten Tasmanien, i den sydöstra delen av landet, omkring 200 kilometer norr om delstatshuvudstaden Hobart. Devonport Airport ligger 8 meter över havet.
Närmaste större samhälle är Devonport, nära Devonport Airport. 
I omgivningarna runt Devonport Airport växer i huvudsak städsegrön lövskog. Runt Devonport Airport är det glesbefolkat, med 8 invånare per kvadratkilometer. Genomsnittlig årsnederbörd är 1 607 millimeter. Den regnigaste månaden är augusti, med i genomsnitt 221 mm nederbörd, och den torraste är januari, med 57 mm nederbörd.